# Handley Page Type G
El Handley Page Type G fue un biplano biplaza británico, diseñado por Handley Page, que voló por primera vez en 1913. Sólo se construyó un ejemplar.

## Diseño y desarrollo

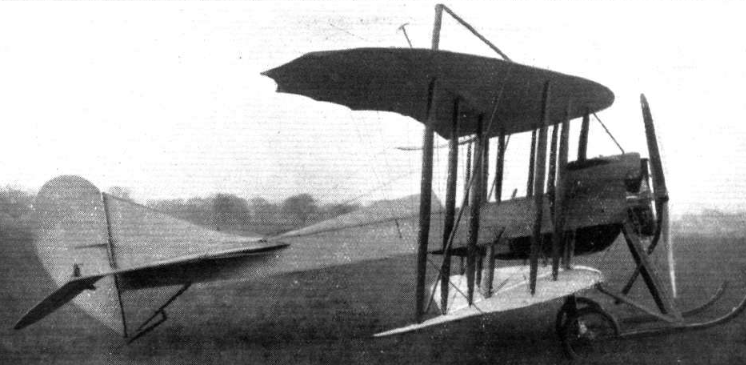
Vista lateral del Type G.

El Type G fue el primer biplano diseñado por Handley Page. En 1924, los primeros modelos de Handley Page recibieron números de designación retrospectivos, y el Type G se convirtió en el HP.7. Sus inmediatos precursores fueron monoplanos (Type D, E y F), usando todos ellos un ala de planta muy inusual, poseyendo un borde de ataque fuertemente curvado, junto con un borde de fuga ligeramente aflechado, aunque casi recto. El Type D y el más grande Type E biplaza fueron conocidos popularmente como "Antiseptic" (Antiséptico) y "Yellow Peril" (Peligro Amarillo) debido al color anticorrosivo de las alas y la cola.
El Type G usaba alas de misma planta, aunque de diferente envergadura. Era un biplano de tres vanos con ligero decalaje, con dos pares de soportes interplanares separados, pero arriostrados mediante cables, por ala. Sólo las alas superiores llevaban alerones, que eran operados a través de pendolones que emergían como soportes interplanares extra cerca de las puntas alares, pero extendiéndose por encima del ala superior y llevando los cables de control. Los detalles de esta disposición fueron modificados al menos una vez. El esbelto fuselaje estaba situado entre alas alas con soportes superiores e inferiores. Poseía laterales planos, con una cubierta redondeada detrás del piloto, que se sentaba en el asiento trasero. Una de las primeras fotos muestra una única abertura de cabina, pero más tarde se instalaron dos cabinas abiertas para el pasajero y el piloto. La visibilidad superior del piloto se mejoraba con un pequeño recorte con forma de V en el borde de fuga. El estabilizador horizontal y el empenaje estaban muy aflechados en su borde de ataque. Existían elevadores separados y un timón con forma de medio corazón, con su punta extendiéndose bien por debajo del fuselaje hasta alrededor del nivel del ala inferior.
En su primera disposición, el Type G poseía un tren de aterrizaje principal de dos ruedas con un único eje, montado mediante un par de soportes a cada lado, uno por delante del mamparo del motor y otro por detrás hasta el fuselaje, a través del larguero principal. Inicialmente, las ruedas estaban complementadas por un par de patines que evitaban los capotajes, pero más tarde fueron descartados. Un largo puntal de cola soportaba un patín de cola amortiguado, justo por debajo del extremo inferior del timón.El avión estaba propulsado por un motor radial Anzani 10 de 75 kW (100 hp). El prominente par semicircular de tubos de escape de este motor se unían en un solo tubo que se curvaba por debajo del avión a través de un silenciador, terminando cerca del borde de fuga.

## Historia operacional
El Type G voló exitosa y útilmente entre 1913 y 1915. Fue diseñado para poseer estabilidad inherente y durante un tiempo, al principio de su vida, lo demostró volando sin su empenaje. Antes de la Primera Guerra Mundial fue volado por Rowland Ding, que más tarde se convirtió en el principal piloto de pruebas de Blackburn. Él lo llevó a varias reuniones de aviación y realizó un vuelo de cruce del canal con la princesa Lowenstein Wertheim como pasajera. También realizó muchos vuelos entre reuniones, con su mujer y su hija de seis años en el asiento delantero, cualificando al Type G como triplaza.
Al estallido de la guerra en 1914, el Type G fue comprado por el Real Servicio Aéreo Naval y fue basado en Hendon, siendo usado para entrenamiento y defensa. Durante su vida de servicio llevó una Union Jack y el número 892 en el timón. En una ocasión, confundido por las fuerzas terrestres de Londres con un Taube alemán por la forma del ala, se vio envuelto en un incidente de "fuego amigo", pero sobrevivió. Fue dado de baja finalmente debido a un accidente terrestre en RNAS Chingford en agosto de 1915.

## Especificaciones
Referencia datos: Barnes y James, 1987, p. 73

### Características generales
- Tripulación: Uno (piloto)
- Capacidad: Uno o dos pasajeros
- Longitud: 7,6 m (25,1 ft)
- Envergadura: 12,2 m (40 ft)
- Superficie alar: 35,7 m² (384 ft²)
- Peso vacío: 522 kg (1150,5 lb)
- Peso cargado: 805 kg (1774,2 lb)
- Planta motriz: 1× motor radial de 10 cilindros refrigerado por aire Anzani 10.
  - Potencia: 75 kW (103 HP; 102 CV)
- Hélices: Bipala de madera de paso fijo

### Rendimiento
- Velocidad máxima operativa (Vno): 117 km/h (73 MPH; 63 kt)
- Alcance: 4 h
- Régimen de ascenso: 1,5 m/s (285 ft/min) hasta los 914 m (3000 pies)

## Aeronaves relacionadas

### Secuencias de designación
- Secuencia Alfabética (interna de Handley Page): ← Type D - Type E - Type F - Type G - Type H - Type K - Type L →
- Secuencia HP._ (interna de Handley Page): ← HP.4 - HP.5 - HP.6 - HP.7 - HP.8 - HP.9 - HP.10 →